# James Cagney
James Francis Cagney, Jr., född 17 juli 1899 i New York i New York, död 30 mars 1986 i Stanford i Dutchess County, New York, var en amerikansk skådespelare och dansare. Cagney är känd för filmer som Public Enemy - samhällets fiende nr 1 (1931), Storstadens marodörer (1932), Panik i gangstervärlden (1938), Glödhett (1949), Dej ska jag ha! (1955) och Ragtime (1981). År 1942 erhöll han en Oscar för sitt energiska porträtt av George M. Cohan i filmen Yankee Doodle Dandy.

## Biografi

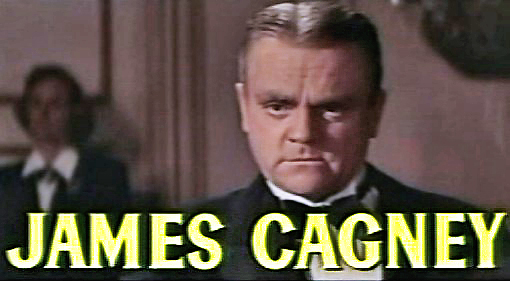
Cagney som gangstern Martin "Moe the Gimp" Snyder i Dej ska jag ha! 1955.

James Cagney arbetade inom varietébranschen som sång- och dansman under 1920-talet och när han 1930 medverkade i en teateruppsättning av Penny Arcade, köpte Warner Brothers filmrättigheterna till pjäsen och tog med sig Cagney och hans kvinnliga motspelerska till Hollywood. Han fick sitt genombrott 1931 som gangster i Public Enemy - samhällets fiende nr 1. 
Efter detta fortsatte han att medverka i ett stort antal filmer och blev snart känd som tuffing i roller som gangstrar och hårdingar. Likväl var det hans musikaliska talang som gjorde att han 1942 belönades med en Oscar för sin roll i den biografiska musikalfilmen Yankee Doodle Dandy.
Fram till 1961 hade han medverkat i omkring 60 filmer och han tog därefter ledigt från filmandet för att förkovra sig i att måla tavlor, vilket han sägs ha blivit mycket duktig i. 
James Cagney blev tidigt en av de skådespelare, som stödde Screen Actors Guild, som kan sägas vara den första fackföreningen inom filmbranschen. Han var ordförande för fackföreningen mellan 1942 och 1944.
År 1973 instiftades av American Film Institute ett speciellt pris för utmärkta prestationer under livstiden – Lifetime Achievement Award – och Cagney blev 1974 den andre, som fick motta utmärkelsen. Hans gode vän Ronald Reagan tilldelade honom också presidentens frihetsmedalj 1984.
Cagneys hälsa blev alltmer vacklande i slutet av 1970-talet, men han medverkade 1981 i sin sista biofilm, Miloš Formans Ragtime och 1984 i tv-filmen Terrible Joe Moran.
Cagney hade många intressen förutom sitt arbete, vilket också visade sig vid hans begravning då bland bärarna av hans kista fanns boxaren Floyd Patterson och dansören Michail Barysjnikov.

## Utmärkelser
Asteroiden 6377 Cagney är uppkallad efter honom.

## Filmografi
- 1930 – The Doorway to Hell
- 1930 – Sinners' Holiday
- 1931 – Public Enemy - samhällets fiende nr 1
- 1931 – Other Men's Women
- 1931 – Spelhusets hemlighet
- 1931 – Blonde Crazy
- 1931 – Miljonären
- 1932 – Sensationernas män
- 1932 – Storstadens marodörer
- 1932 – Vinnaren tar allt
- 1933 – Footlight Parade
- 1933 – Picture Snatcher
- 1933 – Skandalen i Hollywood
- 1933 – Hard to Handle
- 1933 – Förvildad ungdom
- 1934 – Alle man på däck
- 1934 – Jimmy the Gent
- 1934 – He Was Her Man
- 1934 – Så'nt händer i Chicago
- 1935 – Den stora razzian
- 1935 – En midsommarnattsdröm
- 1935 – Frisco Kid
- 1935 – Min bror vid polisen
- 1935 – Här kommer flyget
- 1936 – Flygets hjältar
- 1936 – Utpressare
- 1937 – En 7-sjungande karl
- 1938 – Panik i gangstervärlden
- 1938 – Boy Meets Girl
- 1939 – Då lagen var maktlös
- 1939 – Oklahoma Kid
- 1939 – Blodigt upplopp
- 1940 – Regnbågsdivisionen
- 1940 – Mannen med järnnävarna
- 1940 – Revolt i Costa Rica
- 1941 – Rivaler på galej
- 1941 – Bruden kom per efterkrav
- 1942 – Yankee Doodle Dandy
- 1942 – Stormfåglar
- 1943 – You, John Jones!
- 1943 – En riddare utan fruktan
- 1945 – Den blodbestänkta solen
- 1947 – 13 Rue Madeleine
- 1948 – En dag av vårt liv
- 1949 – Glödhett
- 1950 – Kiss Tomorrow Goodbye
- 1950 – Vårflamman
- 1951 – Sista varningen
- 1951 – Stjärnkarusellen
- 1952 – Kapten Flagg
- 1953 – A Lion Is in the Streets
- 1955 – Nattpermission
- 1955 – Dej ska jag ha!
- 1955 – Rid för livet
- 1955 – 7 små filurer
- 1956 – Mannen som var lagen
- 1956 – Angeläget ärende
- 1957 – Mannen med tusen ansikten
- 1957 – Omringad (regi)
- 1959 – De sammansvurna
- 1959 – Våld i hamnen
- 1960 – The Gallant hours
- 1961 – Ett, två, tre
- 1981 – Ragtime
- 1984 – Den sista ronden